# Dmitrij Niepogodow
Dmitrij Michajłowicz Niepogodow (kaz. Дмитрий Михайлович Непогодов, kaz. Дмитро Михайлович Непогодов, Dmytro Mychajłowycz Nepohodow, ur. 17 lutego 1988 w Kijowie) – kazachski piłkarz pochodzenia ukraińskiego, grający na pozycji bramkarza, w ukraińskim klubie Czornomoreć Odessa.

## Kariera piłkarska

### Kariera klubowa
Wychowanek klubów Dynamo Kijów, Obołoń Kijów i Widradny Kijów. Pierwszy trener - Wałerij Szabelnykow. Występował w juniorskich mistrzostwach Ukrainy (DJuFL). Karierę piłkarską rozpoczął we francuskim klubie Olympique Marsylia, ale grał tylko w drugiej drużynie. Latem 2009 po zakończeniu kontraktu powrócił do Ukrainy, gdzie został piłkarzem Metałurha Donieck. 18 kwietnia 2010 debiutował w podstawowej jedenastce Metałurha w Premier-lidze w meczu z Czornomorcem Odessa. W czerwcu 2011 został wypożyczony do Bananca Erywań, w którym występował do końca 2011 roku. Po zakończeniu sezonu 2011/12 opuścił doniecki klub, a już wkrótce został piłkarzem Worskły Połtawa. 28 grudnia 2016 opuścił połtawski klub, a w styczniu podpisał kontrakt z kazachskim Tobołem Kustanaj. 14 stycznia 2019 zmienił klub na Ordabasy Szymkent.

### Kariera reprezentacyjna
W latach 2005–2006 występował w juniorskich reprezentacjach Ukrainy różnych kategorii wiekowych. 5 lutego 2008 debiutował w młodzieżowej reprezentacji Ukrainy w przegranym 0:1 meczu przeciwko reprezentacji Szwecji U-21.